# Krāslava
Krāslava è un comune della Lettonia appartenente alla regione storica della Letgallia di 20.217 abitanti (dati 2009)

## Società

### Evoluzione demografica
In base ai dati del gennaio 2010 la popolazione è così divisa dal punto di vista etnico:
| Etnia      | Abitanti | %     |
| ---------- | -------- | ----- |
| Lettoni    | 8.878    | 44,43 |
| Russi      | 4.376    | 21,90 |
| Bielorussi | 4.215    | 21,09 |
| Polacchi   | 1.672    | 8,37  |
| Ucraini    | 271      | 1,36  |
| Altri      | 571      | 2,86  |

## Località
Il comune è stato istituito nel 2001 con l'unione della città omonima con il comune rurale di Kraslava. A seguito della riforma del 2009 il comune è formato dall'insieme delle seguenti località:
- Auleja
- Indra
- Izvalta
- Robežnieki
- Kaplava
- Kombuļi
- Piedruja
- Skaista
- Ūdrīši
- Krāslava.